# N451 (België)
De N451 is een lokale weg in Waasland in België. De lengte van de weg bedraagt ruim 26 kilometer. De weg begint bij R42 in Sint-Niklaas en eindigt bij Scheldemolenstraat in Doel. De weg loopt van Sint-Niklaas naar Doel.

## Traject
De weg begint bij R42 in Sint-Niklaas en heeft de straatnaam Vijfstraten. De weg kruist met de Begijnenstraat, Nieuwkerkenstraat, Oude Dorpstraat, de E34 (A11 of N49), Molenstraat en eindigt in de Scheldemolenstraat in Doel (Beveren).
De weg gaat via volgende plaatsen:
- Sint-Niklaas
- Nieuwkerken-Waas
- Vrasene
- Verrebroek
- Kieldrecht
- Doel

## N451a

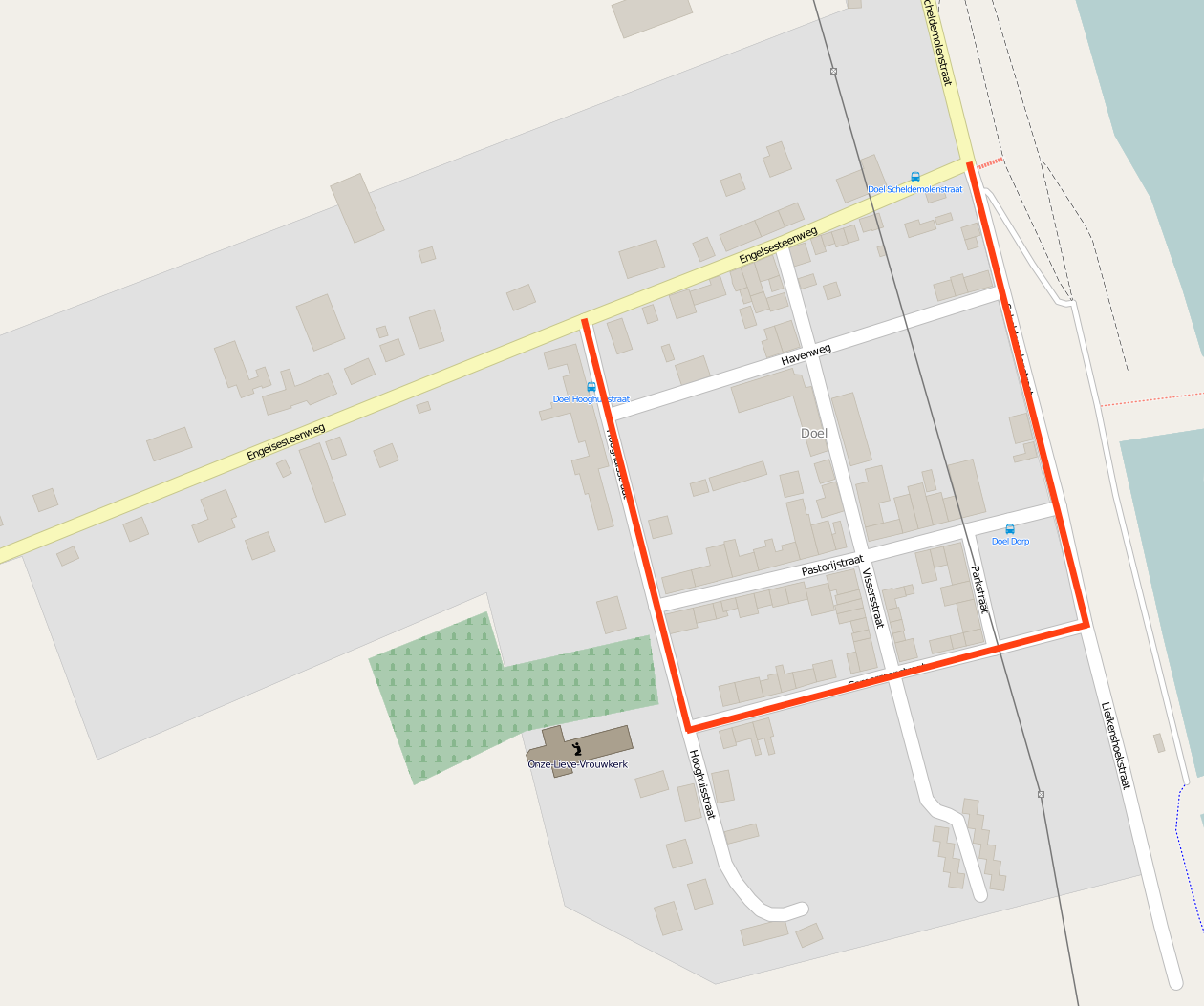
De N451a in het rood, de N451 in het geel

De N451a is een aftakking van de N451 in het dorp Doel. De weg heeft een lengte van ongeveer 650 meter en verloopt via de Hooghuistraat, Camermanstraat en Scheldemolenstraat. 

## N451b
De N451b is een ongeveer 1,5 kilometer lange weg ten oosten van Kieldrecht. De route gaat over de Hogendijk waar het bij de Dreefstraat aansluit op de N451.